# Alonso Pimentel y Enríquez
Alonso Pimentel y Enríquez (?-Benavente, 1461) fue un noble y militar castellano titulado III conde de Benavente y II de Mayorga.

## Biografía
Hijo de Rodrigo Alonso Pimentel, II conde de Benavente, señor de Mayorga y de Villalón de Campos, y de Leonor Enríquez de Mendoza, hija de Alfonso Enríquez, Almirante de Castilla.
Fue señor de Villalón de Campos, Arenas y otros lugares, y sucedió a su padre en el condado de Benavente, y a su hermano Juan Alonso Pimentel y Enríquez en el condado de Mayorga al fallecer sin sucesión. Se mantuvo al servicio de Juan II de Castilla, y después al de su hijo Enrique IV de Castilla, quien le confirmó en 1455 como uno de los Grandes de Castilla.

## Matrimonio y descendencia
Casó en 1439 con María de Quiñones, hija de Diego Fernández de Quiñones, IV señor de Luna, y de su esposa María de Toledo. Fueron padres de:
- Rodrigo Alonso Pimentel,[3] que sucedió a su padre y fue IV conde y I duque de Benavente, y III conde de Mayorga.
- Leonor Pimentel, casada en primeras nupcias con Alonso de Castro Osorio, primogénito de Pedro Álvarez Osorio, I conde de Lemos, y en segundas con García Fernández Manrique de Lara, I marqués de Aguilar de Campoo.[3]
- Juan Pimentel y Quiñones, señor de Allariz, Milmanda, El Bollo, Sandiáñez y castillo de Santa Cruz, casado con Juana de Castro, señora de Valdeorras y Manzaneda,[3] progenitores de los condes de Rivadavia.
- Pedro Pimentel y Quiñones (m. 6 de febrero de 1505), señor de Gordoncillo, Tuerto, Alejo, Noria, de la mitad de la Puebla de Sanabria y caballero de la Orden de Santiago, casado en primeras nupcias con Francisca de Almansa, y en segundas con Inés Enríquez de Guzmán[3] —hija de los II condes de Niebla y hermana del I duque de Medina Sidonia)—, progenitores de los marqueses de Távara.
- Luis Pimentel y Quiñones, obispo de Tuy[3] (1442-1467).